# Нирмич-4
Ни́рмич-4 (рос. Нырмыч-4) — селище у складі Верхньокамського району Кіровської області, Росія. Входить до складу Созімського сільського поселення.
Населення становить 1 особа (2010, 8 у 2002).
Національний склад станом на 2002 рік — росіяни 87 %.